# Дораб
Дораб, или сельдь-дораб, или зубастая сельдь (лат. Chirocentrus dorab), — вид лучепёрых рыб монотипического  семейства дорабовых (Chirocentridae). Представители вида распространены в Индо-Тихоокеанской области. Морские пелагические рыбы. В отличие от других сельдевидных дорабы являются активными хищниками. Максимальная длина тела 100 см.

## Таксономия и этимология
Первое научное описание вида было сделано в 1755 году шведским натуралистом Пером Форссколем (швед. Pehr Forsskål; 1732 — 1763) на основании образцов, отловленных в Красном море у берегов городов Джидда и Моха. Голотип не назначен. Первоначально описан под латинским биноменом Clupea dorab.
Родовое латинское название идёт от греч. χέρι — рука и греч. σημείο — остриё, что отражает наличие длинной заострённой костной пластинки у основания грудных плавников. Видовое название происходит от (араб. ضرّاب‎) — название этой рыбы на арабском языке, что в свою очередь является видоизменённым (араб. دُرُبّ‎) — золотая рыбка.

## Описание
Тело удлинённое, сильно сжатое с боков, покрытое мелкой, легко опадающей, циклоидной чешуей. Рот большой, верхний, с клыковидными зубами на обеих челюстях. Передние два клыка на верхней челюсти увеличенные. На первой жаберной дуге 17—22 жаберных тычинок, из них три на верхней части и 12—16 тычинок на нижней части. Брюшные килевые чешуйки редуцированные. Спинной и анальный плавники сдвинуты к задней половине тела. В коротком спинном плавнике 16—19 мягких лучей, из них первые 4—5 лучей неветвистые. В длинном анальном плавнике 29—36 мягких лучей (первые 3—4 луча неветвистые). Грудные плавники с 12—15 мягкими лучами, расположены ближе к брюху. Их длина составляет 11—13 % стандартной длины тела. Брюшные плавники  с 6—8 лучами, первый луч неветвистый; находятся в средней части брюха (абдоминальные). Хорошо развиты аксиллярные пластинки у переднего края грудных плавников, их длина составляет ¾ длины плавника. Хвостовой плавник выемчатый, гомоцеркальный. Жировой плавник отсутствует. Боковой линии нет. Пилорических придатков нет. Позвонков 72—75, из них 42—45 туловищных и 27—31 хвостовых.

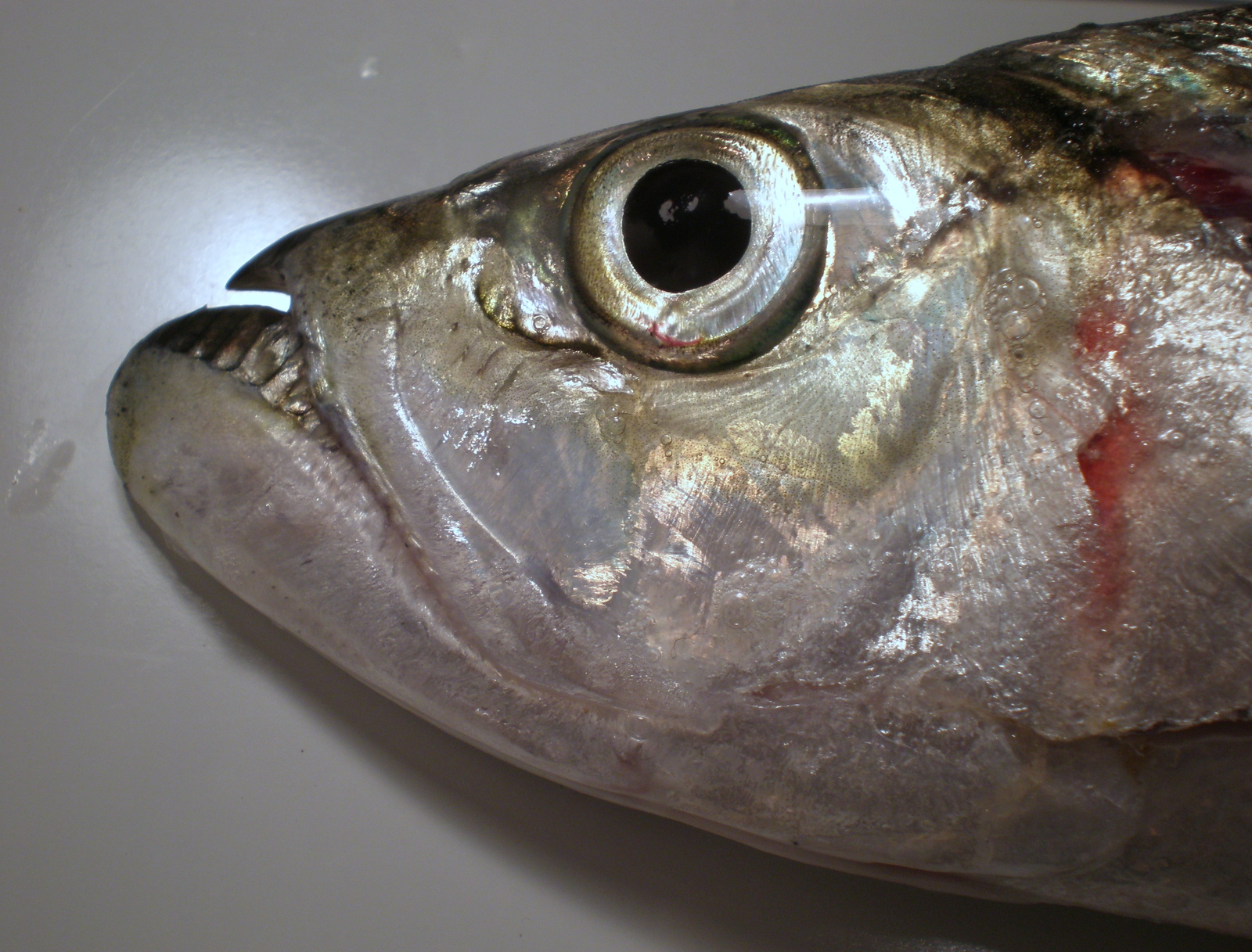
Голова дораба

Спина голубовато-зелёного цвета, бока и брюхо серебристые. Верхний край спинного плавника чёрный. Передний край анального плавника тёмный. Грудные и хвостовой плавник тёмно-серого цвета с желтоватым оттенком.
Максимальная стандартная длина тела 100 см, обычно до 60 см. Указания в литературе о максимальной длине тела 3,7 м, являются ошибочными.

## Биология
Морские пелагические рыбы. Встречаются в прибрежных водах на глубине от 0 до 120 м.

### Питание
Активные хищники. Питаются преимущественно рыбами (ставридовые, сельдевые, анчоусовые). Наблюдается каннибализм. В состав рациона также входят пелагические ракообразные (креветки, крабы) и кальмары. Наблюдались случаи пищевого безумия.

### Размножение
У побережья Индии самки дораба впервые созревают (50 % в популяции) при длине тела 49,2 см, а самцы — при длине тела 48,6 см в возрасте 10 месяцев. Нерестятся круглогодично с пиком в сентябре — октябре. Полагают, что самки могут нереститься несколько раз в году. Плодовитость самок длиной 58,7 см составила 60 тысяч икринок.

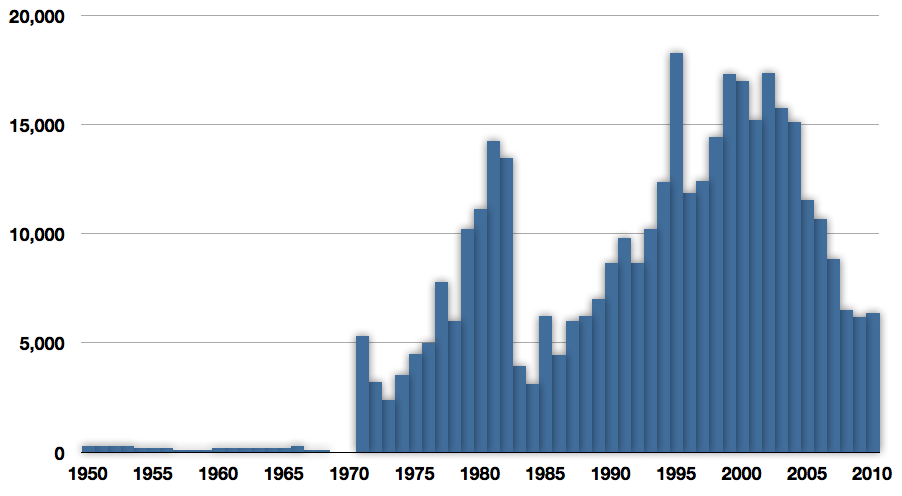
Мировые уловы Chirocentrus dorab

## Ареал
Широко распространены в Индо-Тихоокеанской области. Индийский океан: от юга Африки (Квазулу-Натал) вдоль побережья восточной Африки до Персидского залива и Красного моря, включая Мадагаскар, Сейшельские острова, Маскаренские острова, архипелаг Сокотра и далее  на восток вдоль побережья Южной и Юго-восточной Азии до Индонезии и Западной Австралии. Тихий океан: от севера Японии до Северной Австралии и Новой Каледонии, включая Фиджи и Тонга.

## Взаимодействие с человеком
Ценные промысловые рыбы. Мировые уловы в 1990-е годы варьировались от 11,9 до 18,2 тысяч тонн, а в 2010-е годы — от 4,8 до 7,8 тысяч тонн. Больше всех ловят Таиланд, Пакистан и Индия. Промысел ведётся закидными неводами и жаберными сетями. Реализуются в свежем и мороженом виде, а также идут на производство консервов.